# 5 днів

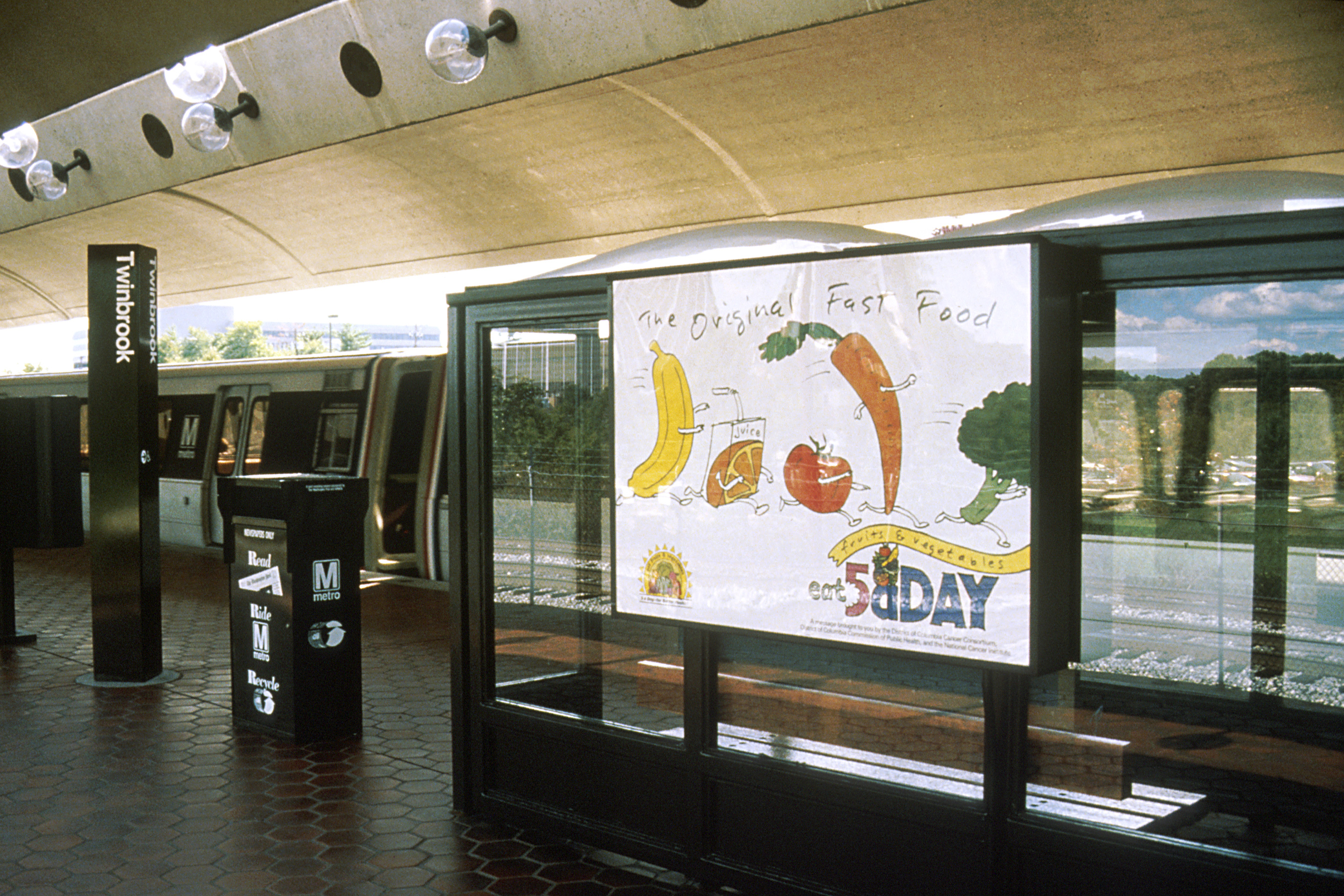
Плакатна кампанія Національного інституту здоров'я

«5 днів» — це будь-яка національна кампанія у розвинутих країнах, що спрямована на заохоченні споживання щодня п’яти порцій фруктів і овочів по 80 г відповідно.   Всесвітня організація охорони здоров’я стверджує, що люди споживають «мінімум 400 г фруктів і овочів на день (за винятком картоплі та інших крохмалистих бульб)».  У 2017 році був опублікований мета-аналіз багатьох досліджень з цього питання, який показав, що споживання подвійної мінімальної рекомендованої кількості – 800 г на день  забезпечує посилений захист від усіх форм смертності.  

## Докази
Вживання фруктів і овочів покращує здоров’я та самопочуття. Збільшення споживання овочів має низку  переваг для здоров’я людини: зниження ризику багатьох видів раку, гіпертонії, хвороб серця, інсульту та діабету.  Національний інститут раку провів дослідження для цієї програми, а фонд Produce for Better Health Foundation запровадив цю програму в індустрії громадського харчування. 

## Міжнародні погляди

### Австралія
Go for 2 & 5 — еквівалентна кампанія в Австралії, згідно з якою дорослі повинні з’їдати принаймні дві порції фруктів і п’ять порцій овочів щодня.  «Стандартна порція фруктів» в Австралії — це 150 грамів свіжих фруктів,  «стандартна порція овочів» — 75 грамів. 

### Канада
У Канаді Канадська асоціація маркетингу продуктів харчування (CPMA), Програма перевірки здоров’я Фонду серця та інсульту та Канадське товариство боротьби з раком об’єдналися, щоб створити кампанію Фрукти та овочі — змішайте! (Fruits and Veggies — Mix it up!) , яка заохочує канадців харчуватися  правильно для здоров'я. Кампанія направлена на простих способах здорового харчування де та будь-коли. 

### Франція
Французька Національна програма здорового харчування PNNS (National nutrition santé) рекомендує щонайменше п’ять порцій фруктів та/або овочів на день. 

### Німеччина
У Німеччині діє програма 5 a Day. 

### Японія
Кампанією «5  на день» в Японії  рекомендує п’ять порцій на день загальною кількістю 350 грамів овочів і 200 грамів фруктів. 

### Нова Зеландія
Проєкт 5 днів у Новій Зеландії був заснований в 1994 році неприбутковою організацією United Fresh New Zealand і став благодійним фондом у 2007 році. 

### Норвегія
Fem om dagen (п’ять на день) — це рекомендація Управління охорони здоров’я Норвегії щодо споживання п’яти порцій фруктів, ягід або овочів щодня. 

### Велика Британія
У Національній службі здоров'я Великої Британії визначають рекомендовану «порцію» на день : 
- два або більше невеликих, один шматочок середнього розміру або половина великого свіжого фрукта;
- або два шматочка брокколі, або чотири столові ложки вареної капусти, шпинату, зелені або зеленої квасолі;
- або три повні столові ложки варених овочів;
- або 1,5 палички селери, 5 шт см шматка огірка, один середній помідор або сім помідорів черрі;
- або три або більше столових ложок квасолі або бобових. [11]

Програма була запроваджена Департаментом охорони здоров’я Великобританії взимку 2002–2003 рр. і отримала негативну оцінку через високу вартість свіжих фруктів та овочів. Через десять років дослідження показали, що мало людей користуються рекомендаціями. 
Кампанія зазнала критики через неспроможність уряду країни перешкодити харчовим компаніям стверджувати, що їхні продукти є частиною п’яти на день, хоча вони мали велику кількість солі, цукру чи жиру. 
У  2014 року дослідження Університетського коледжу Лондона дійшло висновку, що здорова дієта повинна містити 7 або більше порцій фруктів і овочів. 

### США
Програма «5 на день» у Сполучених Штатах спочатку була Національною програмою з овочів і фруктів, але в березні 2007 року її було перейменовано на «Фрукти та овочі – важливіше більше».  